# Amtsgericht Wasserburg am Inn

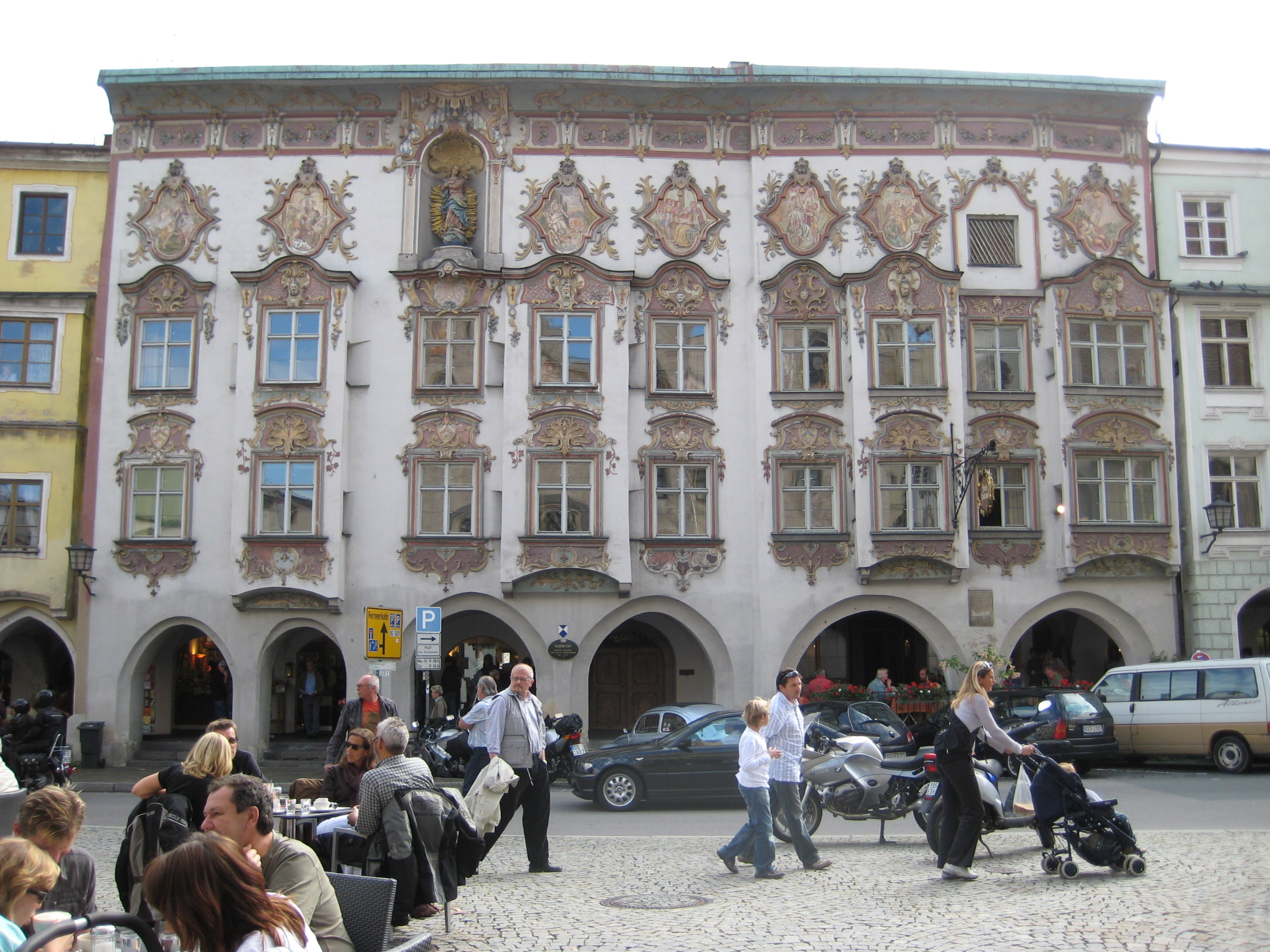
Ehemaliges Amtsgericht in Wasserburg am Inn

Das Amtsgericht Wasserburg am Inn war ein von 1879 bis 2013 bestehendes Amtsgericht mit Sitz in Wasserburg am Inn. Zuletzt war es Zweigstelle des Amtsgerichts Rosenheim.

## Geschichte
Anlässlich der Einführung des Gerichtsverfassungsgesetzes am 1. Oktober 1879 kam es zur Errichtung eines Amtsgerichts in Wasserburg am Inn, dessen Sprengel im Verhältnis zum vorhergehenden Landgerichtsbezirk unverändert blieb. Zum 1. Juli 1973 wurde das Amtsgericht dem Amtsgericht Rosenheim als Zweigstelle angegliedert.   
Mit dem 31. Mai 2013 wurde die Zweigstelle Wasserburg am Inn offiziell aufgelöst.

## Gebäude
Das Gericht befand sich am Marienplatz 7. Das ehemalige Patrizierhaus (sogenanntes Kernhaus) war ab 1795 Stadtrichterhaus, jetzt Gerichtsgebäude (Nr. 7) und Hotel-Gasthof (Nr. 9). Der viergeschossiger Bau mit spätmittelalterlichen Erdgeschoss-Lauben (Nr. 7), die Fassade mit vier Flacherkern und Rokokostuckaturen, von Johann Baptist Zimmermann, 1738/1740, Nr. 7 1965/1968 neu errichtet.